# キルワ・キヴィンジェ
キルワ・キヴィンジェ（Kilwa Kivinje）は、タンザニアの都市。リンディ州キルワ県に属する。1998年当時の人口は約10,000人。
キルワ・キヴィンジェはダルエスサラームの南216km、リンディの北145kmに位置する。キルワ島対岸の町キルワ・マソコから北に25km離れた場所にあり、マタンドゥ河口南岸に臨む。コプラ、綿花、トウモロコシが主要な農産物となっている。
18世紀後半から19世紀にかけて、キルワ・キヴィンジェはニャサ湖方面からキャラバンによって運ばれる象牙と奴隷の終着地となり、それらの商品はモーリシャスやザンジバルに輸出された。イギリスによって奴隷貿易が禁止された後、町は次第に廃れていった。1886年にドイツの行政府が設置され、アブシリの反乱、マジ・マジ反乱、第一次世界大戦ではキルワ・キヴィンジェでも戦闘が発生した。20世紀半ばまでキルワ・キヴィンジェには県庁所在地が置かれていたが、タンザニアの独立後はキルワ・マソコが県の行政の中心となる。
ドイツの大砲、植民地時代の病院がキルワ・キヴィンジェに残されている。しかし、かつての目抜き通りに建てられた建築物の多くは崩壊寸前の状態になっている。